# Звездец
 Тази статия е за селото.  За върха вижте Звездец (връх).  
Звездѐц (до 14 август 1934 година Гьоктепе) е село в Югоизточна България. То се намира в община Малко Търново, област Бургас. Селото е най-голямото по население в общината.

## География
Звездец се намира в планината Странджа, близо до река Велека, на която от 1942 г. има хидрометрична станция на Националния институт по метеорология и хидрология (№ 83700). Звездец се намира на 20 km от общинския център Малко Търново и на 53 km от областния център Бургас. Селото е част от територията на Природен парк „Странджа“.

## История
Селото се споменава за пръв път през XVII век под името Гьоктепе, като по това време е важен животновъден център и едно от най-големите села в Странджа. В края на XVIII век и началото на XIX век е неколкократно опожарявано от кърджалии. В началото на XIX век в Гьоктепе е основано първото училище в Странджа, а жители на селото взимат участие в Руско-турската война от 1828 – 1829 г.
Участието на село Гьоктепе в борбата за независима църква и национално освобождение е свързана с поп Георги Стоянов Джелебов. Тя започва след като пред каймаканина в Бургас, в присъствието на гръцкия фанариот Неофит, поп Георги Стоянов Джелебов отрекъл принадлежността си към Созополската (гръцката) митрополия и заявил, че не е подчинен на созополския владика.
Когато след време протосингелът на Неофит отишъл да иска парите за църквата, поп Георги накарал хората от селото да го изгонят и да не му дадат и грош.
След посещенията на поп Георги в родното му село, към 1867 година Гьоктепе вече има българско училище с учител Тома Арамазов. След посещението в селото гъоктепечани изгонват гъркоманския поп и назначавар български – поп Койчо Апостолов от село Чеглаик.
Гьоктепе е един от центровете на Преображенското въстание през 1903 година, като решението за началото му е взето в близката местност Петрова нива. За войвода на участъка е избран Киро Узунов. При потушаването на въстанието 25 от 100 къщи, църквата и училището са изгорени, а населението напуска селото. Смъртната дружина на селото е в състав: Христо Тодоров (войвода), Тодор Кирязов (подвойвода), Тодор Деликяровов, Костадин Лостов, Никола Делибозов, Пройко Пеев, Стойчо Панайотов, Тодор Г. Трандев и Христо Каратодоров.
През следващите години част от тях се завръщат, а след Балканските войни (1912 – 1913 г.) в селото се заселват и бежанци от Източна Тракия. Към 1926 година жителите му са 574 души.
Кметове на село Звездец от 2003 година са Георги Костадинов Бакрачов (2003 – 2007), Стоян Драгиев Петков (2007 – 2011), Пламен Георгиев Градев от 2011 година.

## Население

### Етнически състав
Преброяване на населението през 2011 г.
Численост и дял на етническите групи според преброяването на населението през 2011 г.:
|                     | Численост |
| Общо                | 486       |
| Българи             | 286       |
| Турци               | 4         |
| Цигани              | 195       |
| Други               | -         |
| Не се самоопределят | -         |
| Неотговорили        | 1         |

## Забележителности
- Петрова нива, на 14 km югоизточно от селото – паметник, параклис костница и музей на Преображенското въстание[3]
- Църква „Свети Атанас“ – първоначално построена през 18 век, изгорена през 1903 г. и възстановена след това[3]
- Махмукьово кале – останки от крепост на 8 km югоизточно от селото[3]

## Редовни събития
- Всяка година в продължение на два дни – предпоследните събота и неделя на юли, се провежда Ден на родното село, който в миналото се е наричал селски събор (панагир).

## Личности
Родени в Звездец
- Поп Георги Стоянов Джелебов (1810 – 1876), възрожденски учител и пръв български свещеник в Бургас
- Иван Делибозов, български революционер
- Костадин Лостов (1862 – 1937), български революционер, кмет на Гьоктепе
- Христо Тодоров, български революционер

Други
- Киро Узунов (1864 – 1938), български революционер
- Тони Димитрова (р. 1963), българска поп-певица, живяла в Звездец